# Gallinule de Gough
Gallinula comeri
Espèce
Statut de conservation UICN

 VU D2 : Vulnérable
La Gallinule de Gough (Gallinula comeri) est une espèce d'oiseaux de la famille des Rallidae.

## Habitat
L'habitat de la gallinule de Gough est situé principalement dans les maquis et prairies humides : rivières, ruisseaux, mares et marais d'eau douce permanents ou saisonniers.

## Aire de répartition
Cette espèce était endémique de l'île Gough mais elle a été introduite sur l'île Tristan da Cunha en 1956.

## Publication originale
- Joel Asaph Allen,1892 : Description of a new Gallinule from Gough island. Bulletin of the American Museum of Natural History, n. 4, p. 57–58 (texte intégral).